# Reyli Barba
Reyli Barba Arrocha (Juárez, Chiapas; 12 de abril de 1972) es un cantautor y actor mexicano. Es conocido por haber sido el primer vocalista de la agrupación Elefante; siendo reemplazado por Jorge Guevara a partir de 2004. Habiendo vivido en Tepexpan, Acolman desde su separación del grupo, trabaja como solista.￼Cabe mencionar, que sus mejores amigos son Laura, Johan e Irlanda.

## Biografía
Es originario natal de la ciudad de Juárez, Chiapas. Fue enviado a la ciudad de Pichucalco por cuestiones de estudio ya que Juárez no contaba con educación Secundaria y Preparatoria. Reyli se dio a conocer como cantautor cuando era miembro del grupo Elefante en 2001. Tras su separación del grupo el 6 de enero de 2004, anuncia que se lanzará en solitario para continuar su carrera artística. Dicha separación fue por diferencias creativas, ya que el prefería hacer baladas que rock.En 2006, lanzó la canción “Tu eres el amor” para la banda sonora de la película Open Season: Amigos salvajes, quien ahí mismo hace su voz de doblaje con la voz del oso Boog, al lado de Jaime Camil y Fanny Lu. La canción también es recordada por haber sonado en el cierre del canal Jetix.  Como solista ha tenido mucho éxito en países  hispanohablantes y otros países del resto del mundo, por donde ha realizado una serie de giras internacionales. Fue nominado como uno de los candidatos para los premios Grammy, donde obtuvo premios. Compartió escenario con cantantes como Beyoncé y Alejandro Fernández.
En la lista de Hot Latin Tracks unas de sus canciones se posicionó en los primeros lugares de las listas musicales. Su canción, que habla sobre la violencia intrafamiliar, llamada "Pégale a la pared", lo hizo acreedor de la medalla de honor en Egipto. Actualmente es Embajador de su tierra, el estado de Chiapas. En 2009 fue llamado junto con otros cantantes de su tierra, como el Piano de México Arturo Aquino y Enrique Virrueta, para grabar la canción "Yo soy Chiapas" de la autoría del maestro Jorge Macías. Actualmente está realizando una serie de conciertos en beneficio de la 2º Ciudad Rural Sustentable de su estado Chiapas. Además es el cantante del nuevo himno de Chivas y se presentó en la inauguración del Estadio Omnilife. También ha participado en el disco del cantautor mexicano-estadounidense A.B. Quintanilla en su álbum "La vida de un genio", interpretando el tema musical titulado "Nunca te voy a olvidar".
En 2011 presenta su nuevo álbum "Bien Acompañado", un álbum de duetos donde interpreta sus canciones más conocidas con artistas como Vicente Fernández,  Joan Sebastián, Camila, Pepe Aguilar, Carlos Rivera, David Summers, La Unión, Diego Torres, Miguel Ríos, Elefante, Armando Manzanero, Rosana, Yuridia y Miguel Bosé. Amor Del Bueno fue dirigido por Fabián Rincón en España.
En diciembre de 2011, Reyli acompañó a Ana Bárbara para presentar oficialmente al hijo de ambos, Jerónimo de Jesús Barba Ugalde.
Después de 5 años de ausencia musical, en el año 2019 reaparece con el tema musical "Todo lo que Esta Pasando Me Gusta "  demostrando su talento y reencontrándose con el mismo, dice que está de vuelta y esta vez ya no caerá en las garras del alcohol.

## Discografía
Con Elefante
- 2001: El que busca encuentra
- 2002: Lo que andábamos buscando

Como solista
- 2004: En la luna
- 2007: Fe
- 2009: Qué vueltas da la vida
- 2011: Bien acompañado (disco 1 y disco 2, cada uno con 10 tracks)
- 2019: La Metamorfosis (13 tracks)
- 2023: Contigo quiero

## Bandas sonoras

### Canciones para telenovelas
- La que no podía amar (2011-2012) - «Te Dejaré de Amar»
- Rubí (Versión Filipina) (2010)- «La descarada»
- La madrastra (2005) - «Amor del bueno»
- Rubí (2004) - «La descarada»
- Ladrón de Corazones (2003) - «Ladrón de corazones»

### Canciones para películas
- Open Season: Amigos salvajes - «Tú eres el amor»
- Ladies' Night - «Desde que Llegaste»
- Cabeza de Buda - «Vida nueva»

## Filmografía

### Doblaje
- 2006: Open Season: Amigos salvajes ... Boog

## Premios y nominaciones

### Premios TVyNovelas
| Año  | Categoría          | Telenovela/Causa     | Resultado |
| ---- | ------------------ | -------------------- | --------- |
| 2005 | Mejor tema musical | Rubí                 | Ganador   |
| 2012 | Mejor tema musical | La que no podía amar | Nominado  |